# Baldur's Gate: Dark Alliance
Baldur's Gate: Dark Alliance — відеогра з серії Забутих королівств, що вийшла 2001 року на платформах Xbox, PS2, GameCube та GBA. До оригінального Baldur's Gate Dark Alliance відношення практично не має. Пов'язують ігри лише загальний світ Forgotten Realms та місто на «Узбережжі мечів». Продовження має назву Baldur's Gate: Dark Alliance II. Гра заснована на третій редакції правил Dungeons & Dragons і була першою відеогрою, заснованою на ній.
За сюжетом місто тероризують демони, змушуючи містян ховатися. Гравець виступає в ролі одного з трьох молодих шукачів пригод, які прибувають туди в надії викорінити зло і отримати нагороду.

## Ігровий процес
Гравець керує героєм, якого попередньо створює за допомогою численних меню. На вибір дається три типи героїв: людина-стрілець, дворф-воїн або ельфа-чаклунка. Персонажі можуть носити будь-яку броню і володіти будь-якою зброєю, на відміну від правил настільної Dungeons & Dragons. У міру розвитку героя, йому відкриваються нові навички володіння зброєю і магією. В ході бою можна переключатися між озброєнням, змінюючи зброю ближнього бою на стрілецьку.
Збереження прогресу гри відбувається в спеціальних п'єдисталах, які розміщені в деяких місцях. Dark Alliance виконана повністю в тривимірній графіці з можливістю зміни висоти огляду. На рівнях знаходиться багато предметів, які можна зруйнувати і отримати з них корисні речі. Доступна також гра вдвох.